# UNRIC
Hovedopgaven for UNRIC (FN’s Regionale Informationscenter) er at sprede FN’s budskab samt skabe bevidsthed og forståelse for emner, der relaterer sig til FN’s målsætninger. UNRIC servicerer den vesteuropæiske region med informationsmateriale om FN, FN-rapporter og dokumenter, pressemateriale, plakater, faktaark og brochurer. Formålet er at nå ud til alle segmenter af samfundet, og UNRIC’s referencebibliotek modtager derfor forespørgsler fra offentligheden via telefon, e-mail og post. FN-dokumenter og -udgivelser er tilgængelige på engelsk, fransk og spansk, men visse informationsmaterialer kan også erhverves på andre vesteuropæiske sprog.

UNRIC’s hjemmeside findes på 13 forskellige sprog: dansk, engelsk, finsk, fransk, græsk, hollandsk/flamsk, islandsk, italiensk, norsk, portugisisk, spansk, svensk og tysk. Her præsenteres grundlæggende information om FN’s organisation, struktur og mål samt hoveddokumenter, tilknyttede agenturer, job- og praktikmuligheder og hovedarbejdsområder. Desuden kan man her finde information om de vigtigste FN-relaterede begivenheder, aktiviteter og mærkedage, samt om UNRIC og FN-familiens egne aktiviteter i regionen.

UNRIC organiserer også informationsprojekter og -kampagner med vigtige partnere, heriblandt regeringer, medier, NGOer, uddannelsesinstitutioner og lokale myndigheder.

## Lande dækket af UNRIC
Siden den 1. januar 2004 har FN’s nye regionale informationscenter (UNRIC) i Bruxelles ydet informationstjenester til følgende europæiske lande: 

Andorra, Belgien, Cypern, Danmark, Finland, Frankrig, Grækenland, Irland, Island, Italien, Luxembourg, Malta, Monaco, Nederlandene, Norge, Pavestolen, Portugal, San Marino, Spanien, Storbritannien, Sverige og Tyskland.

UNRIC har også et informationsmæssigt samarbejde med EU’s institutioner.

## Desk Officers
Hovedopgaven for UNRIC’s ‘Desk Officers’ er at promovere FN-systemet og dets arbejde i de lande, der er vedkommendes ansvar. Dette kan f.eks. opnås gennem gennemførelse af informationskampagner, spredning af informationsmaterialer og offentliggørelse af debatartikler skrevet af FN-embedsmænd. En ‘Desk Officer’ er også ansvarlig for at arrangere interviews, organisere pressekonferencer og briefinger, og for at overvåge pressedækningen af FN-relaterede emner. Opgaverne inkluderer også fremstilling af trykt informationsmateriale og samarbejde med vigtige partnere fra civilsamfundet på det nationale og regionale plan.

## UNRIC’s referencebibliotek
UNRIC’s bibliotek indeholder en samling FN-dokumenter og -publikationer på engelsk, fransk og spansk, såvel som generelt informationsmateriale om FN’s arbejde. Biblioteket modtager forespørgsler via telefon, e-mail eller post og er åbent for offentligheden.
- Om UNRIC’s referencebibliotek Arkiveret 30. november 2010 hos  Wayback Machine
- Bibliotekets nyhedsbrev Arkiveret 2. juli 2011 hos  Wayback Machine

## Kampagner og projekter

### CoolPlanet 2009
CoolPlanet 2009 er FN’s europæiske oplysningskampagne om klimaændringer. Hjemmesiden er center for UNRIC’s kampagne, og sigter mod at skabe interesse og engagement i forhold til klima-spørgsmålet i Europa, og for at mobilisere europæiske borgeres støtte til en ny klimaaftale i København i december 2009. Hjemmesidens ‘Wall of Events’ er en markedsplads for europæiske ideer, innovationer og projekter. Du kan sende dine egne klimainitiativer og se, hvad andre i Europa foretager sig. 
Hjemmesiden blev lanceret den 26. februar 2009 af den islandske premierminister Jóhanna Sigurðardóttir, på vegne af premierministrene i de fem nordiske lande, ved Nordic Globalization Forum på Island.
CoolPlanet2009 har kombineret kræfter med mange såkaldte ‘Cool Friends’ og partnere, såsom Yann Arthus Bertrand og Good Planet, det islandske rockband Sigur Rós, Björk’s NGO Náttúra og de tre bestyrelseskvinder for ‘The Road to Copenhagen’: Margot Wallström, vicepræsident for Europa-Kommissionen, Gro Harlem Brundtland, FN’s særlige udsending for klimaændringer og Mary Robinson, tidligere præsident i Irland. 
CoolPlanet2009 er den europæiske gren af den globale FN-kampagne ‘Seal the Deal’. CoolPlanet promoverer også ‘Seal the Deal’ i Europa gennem konceptet “Wear Seal the Deal” i partnerskab med den belgiske designer Jean-Paul Knott. Konceptet indebærer ‘Seal the Deal’ kampagneværktøjer som kan downloades, baseret på en gør-det-selv filosofi, og omfatter ‘Seal the Deal’ postkort, pins og t-shirts.
- CoolPlanet

### Seal the Deal 2009
Den FN-ledede globale kampagne ‘Seal the Deal’ søger at tilskynde regeringer til at gennemføre en fair, afbalanceret og effektiv klimaaftale ved klimakonferencen i København fra den 7. til den 18. december 2009. Kampagnen blev lanceret den 5. juni 2009, på Verdensdag for Miljø.
‘Seal the Deal’-kampagnen har til formål at øge opmærksomheden om klimaændringer og understrege, at et globalt pres fra offentligheden er vigtigt for at få politikerne til at nå frem til en aftale når mødet afsluttes den 18. december. For at samle opbakning fra offentligheden, opfordrer ‘Seal the Deal’ sine brugere til at underskrive en global underskriftsindsamling online, som vil blive præsenteret for verdens ledere. Underskriftsindsamlingen skal fungere som en påmindelse om, at verdens ledere skal forhandle sig frem til en fair, afbalanceret og effektiv aftale i København, og at de skal forsegle en aftale om at sætte skub i grøn vækst, beskytte vores planet, og skabe en mere bæredygtig, velstående globale økonomi, som vil være til gavn for alle nationer og alle mennesker.
- Seal the Deal

### Human Rights Education
Human Rights Education (‘Menneskerettighedslæring’) er en UNRIC-kampagne, der begyndte i 2009 for at fejre Internationalt År for Læring om Menneskerettighederne. Den web-baserede kampagne skal være en markedsplads med idéer for lærere og studerende, hvor de kan downloade og have adgang til materiale, udveksle erfaringer om undervisning og forskning i menneskerettigheder, og finde kontakter, links, partnere samt en bred vifte af andre praktiske og relevante oplysninger. 
- Human Rights Education

### Cartooning for Peace
Politiske tegningers magt og ansvar blev illustreret af kontroversen omkring tegningerne af profeten Muhammed og den ligeledes kontroversielle tegneserieudstilling om Holocaust i Iran. ‘Cartooning for Peace’ (‘Tegninger for fred’), udtænkt af den franske tegner Plantu, blev født den 16. oktober 2006 hos FN’s hovedkvarter i New York. Tolv af de mest berømte politiske tegnere fra hele verden deltog i en todages konference for at hjælpe os med at glemme intolerance. Konferencen blev ledsaget af en udstilling. En bevægelse var født.
- Cartooning for Peace

### CINE ONU
CINE-ONU er et arrangement som bliver organiseret af UNRIC med jævne mellemrum (for det meste en gang om måneden). Arrangementet er åbent for offentligheden og er et af UNRIC’s mest succesfulde initiativer i Bruxelles. Dets succes er vokset over de sidste par år og det er forventet at det i fremtiden vil nå et endnu bredere publikum. CINE-ONU omfatter visningen af en film indenfor et relevant FN område, efterfulgt af en debat med ansete foredragsholdere – enten med relevans til filmen, til emnet som filmen omhandler, eller til begge (for eksempel International Dag for Afskaffelse af Vold mod Kvinder). CINE-ONU arrangementer bliver offentliggjort to uger i forvejen via en intern mailingliste, online platforme som promoverer tilsvarende arrangementer og/eller ved at sætte plakater op på universiteter og i kulturelle forums. Filmene bliver normalt vist i Polak rummet i Residence Palace, Rue de la Loi/Weetstraat 155, 1040 Bruxelles. Da dette sted har et begrænset antal pladser bliver gæster normalt bedt om at forhåndsregistrere sig ved at sende en e-mail til arrangørerne. Formålet med CINE-ONU er at skabe opmærksomhed og sætte gang i debatten om FN-specifikke spørgsmål. Desuden giver det deltagerne muligheden for at se præmierer på yderst anmelderroste dokumentarer, samt stille spørgsmål til ledende FN embedsmænd og andre personligheder. 

### Development Policy Forum
‘Development Policy Forum’ (‘Forum for Udviklingspolitik’) er et partnerskab mellem den Bruxelles-baserede tænketank ‘Friends of Europe’, Verdensbanken, FN, det franske ‘Agence Française de Développement’ (AFD), det britiske ‘Department for International Development’ (DFID) og ‘Deutsche Gesellschaft für Zusammenarbeit’ (GTZ). Samarbejdet støttes også af Friedrich-Ebert-Stiftung (FES), den Internationale Valutafond, og et partnerskab med Europa-Kommissionens generaldirektorat for udvikling. Målet med partnerskabet er systematisk at angribe fremtidige udfordringer inden for udviklingspolitik gennem livlige debatter og skriftlige analyser. 
Målene med Development Policy Forum er:
- At skabe bevidsthed om udviklingsspørgsmål;
- At skabe debat om aktuelle og forbundne politiske, økonomiske og sociale spørgsmål;
- At bringe politiske myndigheder, medlemmer af nationale, internationale og europæiske organisationer for udvikling, kommentatorer og repræsentanter for erhvervslivet sammen for at diskutere og debattere udviklingsspørgsmål.

## UNRIC Magazine
UNRIC Magazine giver et overblik over alle FN-relaterede begivenheder, som finder sted i Vesteuropa. Bladet indeholder også debatartikler skrevet af højtstående FN-embedsmænd, månedlige interviews, baggrundsmateriale om FN’s initiativer, artikler skrevet af UNRIC’s ansatte, foruden oplysninger om nye FN-udnævnelser og -rapporter. Magasinet udkommer i en ny udgave hver måned.
Se UNRIC Magazine for at finde ud af mere.
UNRIC Magazine Arkiveret 22. januar 2009 hos  Wayback Machine